# Anastasio Ballestrero
Anastasio Alberto Ballestrero, O.C.D, (Genua, 3 oktober 1913 – La Spezia, 21 juni 1998) was een Italiaans geestelijke en kardinaal van de Katholieke Kerk.
Alberto Ballestero bezocht de lagere en de middelbare school in Genua, alvorens zijn studie voort te zetten aan het seminarie van de Ongeschoeide Karmelieten in Varazze. In 1928 trad hij tot deze orde toe, en nam de naam Anastasio van de Allerheiligste Rozenkrans aan als kloosternaam. In 1932 trad hij toe tot het klooster van Santa Anna in Genua, om daar filosofie en theologie te studeren. Hij werd op 6 juni 1936 tot priester gewijd. In de jaren daarna doceerde hij aan de kloosterschool van Santa Anna. Van het convent werd hij in 1945 prior, om in 1948 provinciaal te worden van de Ongeschoeide Karmelieten in Ligurië. In 1954 werd hij opnieuw overster van zijn eigen klooster. Van 1955 tot 1967 was hij Algemeen Proost van de Orde. Hij bezocht in die tijd 350 karmelietenkloosters.
Op 21 december 1973 benoemde paus Paulus VI Ballestero tot aartsbisschop van Bari. Drie jaar later werd hij aartsbisschop van Turijn en vicevoorzitter van de Italiaanse bisschoppenconferentie. Tijdens het consistorie van 30 juni 1979 werd hij door paus Johannes Paulus II kardinaal gecreëerd. De Santa Maria sopra Minerva werd zijn titelkerk. In 1989 kreeg hij ontslag als aartsbisschop, waarop hij zich terugtrok in het klooster van Santa Croce in La Spezia. Als aartsbisschop van Turijn was hij verantwoordelijk voor het wetenschappelijk onderzoek (koolstof 14-methode) dat in 1988 werd verricht aan de Lijkwade van Turijn, waarbij duidelijk leek dat de stof van de wade uit de Middeleeuwen dateerde.
- Biblioteca Nacional de España: XX1062385
- Bibliothèque nationale de France: cb125874493 (data)
- Gemeinsame Normdatei: 124714242
- International Standard Name Identifier: 0000 0001 1569 8577
- Library of Congress Control Number: n89653336
- Nationale Bibliotheek van Tsjechië: ola2004220010
- Istituto Centrale per il Catalogo Unico: CFIV009267
- Système universitaire de documentation: 07713088X
- Virtual International Authority File: 49343757
- WorldCat: E39PBJjHf9cJpWQBccfxQVmjmd